# Кабаненко Лідія Іванівна
Лідія Іванівна Кабаненко — радянський господарський, державний і політичний діяч, Герой Соціалістичної Праці.

## Біографія
Народилася в 1935 році в селі Первомайському Лібкнехтовського району. Член КПРС.
З 1952 року — на господарській, суспільній і політичній роботі. У 1952—1990 рр. — на підприємствах Кабардино-Балкарії, доярка, бригадир доїльної бригади державного племінного заводу «Урупський» Отрадненського району Краснодарського краю, майстер тваринництва першого класу.
Указом Президії Верховної Ради СРСР від 8 квітня 1971 року присвоєно звання Героя Соціалістичної Праці з врученням ордена Леніна і золотої медалі «Серп і Молот».
Обиралася депутатом Верховної Ради РРФСР 8-го і 9-го скликань.